# 754 a.C.
Il 754 a.C. (DCCLIV a.C. in numeri romani) è un anno  dell'VIII secolo a.C.

## Eventi
- 5 luglio: Eclissi solare
- Possibile fondazione della città di Roma (secondo altri fondata nel 753 a.C.).

## Nati
- Numa Pompilio, re romano († 673 a.C.)